# Дейвид Линдзи (писател)
Дейвид Л. Линдзи (на английски: David L. Lindsey) е американски писател на произведения в жанра трилър и криминален роман. Пише и под псевдонима Пол Харпър (на английски: Paul Harper).

## Биография и творчество
Дейвид Л. Линдзи е роден 6 ноември 1944 г. в Кингсвил, Тексас, САЩ. Прекарва детството си в долината Рио Гранде в Тексас и в Западен Тексас, близо до Сан Анджело. Завършва специалност английска литература в университета в Северен Тексас. Прави едногодишна аспирантура върху европейската литература от 19 век. След дипломирането си, през 1970 г. се премества в Остин.
През 70-те години работи като редактор на книги в редица малки издателства в Остин. За определен период управлява собствената си издателска фирма „Heidelberg Publishers“. През тези години опитва да пише, но смята, че това би било „безотговорно“ от фискална гледна точка към семейството. През 1980 г. съпругата му го призова да „направи това“, и той решава да напише трилър.
Първият му роман „Black Gold, Red Death“ (Черно злато, червена смърт) е издаден през 1983 г. Същата година е издаден и романа му „A Cold Mind“ (Хладен разум) от последващата поредица „Стюарт Хейдън“. Поредицата представя разследванията на детектива по убийства от Хюстън, Стюарт Хейдън, културен, независим, богат герой, който преследва заплетени случаи.
Романът му „Mercy“ (Милост) екранизиран през 2000 г. в едноименния филм с участието на Елън Баркин, Уенди Крюсън и Пета Уилсън.
Произведенията на писателя са преведени на над 20 езика и са издадени в милиони екземпляра по света.
Дейвид Линдзи живее със семейството си в Остин.

## Произведения

### Самостоятелни романи
- Black Gold, Red Death (1983)
- Mercy (1990)
Милост : Болката е част от играта, изд.: ИК „Водолей“, София (1994), прев. Росица Германова
- An Absence of Light (1994)
Без светлина, изд.: ИК „Епсилон“, София (1994), прев. Росица Германова
- Requiem for a Glass Heart (1996)
Реквием за едно стъклено сърце, изд.: ИК „Епсилон“, София (1997), прев. Росица Германова
- The Colour of Night (1999)
- Animosity (2001)
Враждебност, изд.: ИК „Сова“ София (2001), прев. Правда Игнатова
- The Rules of Silence (2003)
Правилата на мълчанието, изд.: „СББ Медиа“, София (2015), прев. Юрий Лучев
- The Face of the Assassin (2004)
Лицето на убиеца, изд.: ИК „Обсидиан“ София (2004), изд.: „СББ Медиа“, София (2017), прев. Юрий Лучев

### Серия „Стюарт Хейдън“ (Stuart Haydon)
1. A Cold Mind (1983)
Хладен разум, изд.: ИК „Епсилон“ София (1994), прев. Росица Германова
Хладен разум, изд.: ИК „Сова“ София (2002), прев. Десислава Брендьорфер
2. Heat from Another Sun (1984)
Горещ кадър, изд.: ИК „Епсилон“, София (1995), прев. Борис Недков
3. Spiral (1986)
Спирала, изд.: ИК „Епсилон“, София (1996), прев. Борис Недков
4. In the Lake of the Moon (1988)
5. Body of Truth (1992)

### Като Пол Харпър

#### Серия „Мартин Фейн“ (Marten Fane)
1. Pacific Heights (2011)
Убийство без следи, изд.: ИК „Обсидиан“, София (2011), прев. Веселин Лаптев

#### Сборници
- Scars (2017) – разкази

### Екранизации
- 2000 Mercy